# Prohibition in Island
Bei der Prohibition in Island trat ab 1915 das Totalverbot von Alkohol in Kraft. Ab 1922 durfte wieder Wein importiert werden und ab 1934 galt nur noch ein Verbot für Bier mit mehr als 2,25 %. Erst am 1. März 1989 wurde nach 74 Jahren das Bierverbot ganz aufgehoben, weshalb die Isländer seitdem den bjórdagurinn („Tag des Bieres“) feiern.

## Geschichte
Die isländische Abstinenzbewegung erstarkte in den Neunzigerjahren des 19. Jahrhunderts, vor allem in Gestalt der Guttempler, und feierte ihren größten Erfolg 1908, als beim ersten Referendum in der Geschichte Islands die Mehrheit (60,1 % der wahlberechtigten Männer) für ein totales Alkoholverbot stimmte. Das Totalverbot trat allerdings erst sieben Jahre später am 1. Januar 1915 in Kraft. Um das Volk vom Trinken abzuhalten, ließ die Regierung auf alle hochprozentigen Flaschen Totenkopf-Zeichen kleben, weshalb der isländische Brennivín im Volksmund heute noch „Schwarzer Tod“ genannt wird. Wegen anfänglicher Schwierigkeiten, die Prohibition durchzuführen, wurde sie während des Ersten Weltkriegs größtenteils außer Kraft gesetzt, da auf der Insel viel Schwarzbrennerei und Schmugglerei betrieben wurde und Ärzte zahlreiche Rezepte auf Alkohol zu medizinischen Zwecken ausstellten.
Spanien befürchtete Einnahmeausfälle durch die in dieser Zeit europaweit verbreiteten Abstinenzbestrebungen und weigerte sich, isländische Exportprodukte, vor allem Stockfisch, zu kaufen. Nach Verhandlungen war Island gezwungen, spanischen Wein, der vorher auf der Insel gar nicht gehandelt wurde, zu kaufen und für medizinische Zwecke zu verwenden, wogegen das Vereinigte Königreich, Dänemark, Norwegen und Finnland erfolglos protestierten. Auch beim amerikanischen Kongress wurde von Senator Junes eine Resolution gegen den spanischen Handelsdruck eingereicht, doch die USA, die selbst eine Prohibition durchführten, unternahmen nichts in der Angelegenheit. 1922 musste das Verbot daher teilweise wieder gelockert werden, indem Wein mit bis zu 22 % Alkohol wieder importiert werden durfte.
Um den Alkoholverkauf staatlich zu kontrollieren, wurde 1922 das bis heute bestehende Monopolunternehmen Vínbúðin („das Weingeschäft“) gegründet. Die Ladenkette orientiert sich an ähnlichen Alkoholmonopolen der nordischen Länder, vor allem am schwedischen Systembolaget. Auch das norwegische Vinmonopolet wurde im gleichen Jahr wie die isländischen Vínbúðin gegründet.
Nach einem Referendum, bei dem sich eine Mehrheit für die Legalisierung von Spirituosen aussprach, wurde 1934 die Prohibition von hochprozentigem Alkohol aufgehoben. Um der Abstinenzbewegung entgegenzukommen, galt das Verbot aber weiterhin für starkes Bier mit einem Alkoholgehalt von 2,25 % oder mehr, auch weil dieses Getränk wegen seines großen Umfangs am leichtesten zu kontrollieren sei. Die Abstinenzbewegung argumentierte, da Bier billiger als Spirituosen ist, würde das zu mehr Sittenlosigkeit führen.
Bars und Restaurants verkauften lange Zeit mit Spirituosen versetztes Leichtbier, was legal war.

### Ende der Bierprohibition
Als sich mit dem Aufkommen des Tourismus der Alkohol im Land verbreitete, kamen Gesetzesvorlagen zur Legalisierung ins Althing, das isländische Parlament, doch wurden sie aus formalen Gründen abgelehnt. Die Prohibition verlor aber 1985 noch mehr an Boden, als der Justiz- und Menschenrechtsminister, selbst ein Abstinenzler, den Gaststätten verbot, legale Spirituosen neben legalem alkoholfreien Bier, Bjórlíki, zu verkaufen, mit denen überzeugende Nachahmungen von starkem Bier produziert wurden. Bald danach näherte sich das Parlament einer Legalisierung von Bier. Unter voller Beteiligung des Oberhauses (des damals zweikammerigen isländischen Parlaments) stimmten 13 für und acht gegen die Verkaufserlaubnis. Damit wurde am 1. März 1989 die Prohibition für starkes Bier nach 74 Jahren in Island aufgehoben.
Als Folge des Prohibitionsendes feiern die Isländer jeden ersten März den bjórdagurinn (Tag des Bieres). Einige davon nehmen am rúntur (Pub-crawl) teil, wo einige Bars bis vier Uhr morgens geöffnet haben. Nach zehn Versuchen seit 1932 bleibt die Legalisierung von Bier ein bedeutsames Ereignis in der Kultur Islands, da Bier sich zum beliebtesten Alkoholgetränk des Landes entwickelt hat.